# Half Alive (Helix)
Half Alive è un live album degli Helix, uscito nel 1998 per l'Etichetta discografica D-Rock Records.

## Tracce
1. Shock City Psycho Rock [in studio] (Uzelac) 3:48
2. Wrecking Ball [in studio] (Borden, Chichkan, Gray, Hinz, Vollmer) 4:18
3. The Pusher [in studio] (Axton) 4:47
4. Big Bang Boom [in studio] (Ribler, Vollmer) 3:02
5. The Same Room [in studio] (Bushey, Gall, Huff, Weir) 4:38
6. No Rest for the Wicked (Vollmer) 5:23
7. Dirty Dog (Vollmer) 3:31
8. Running Wild in the 21st Century (Hackman, Vollmer) 3:55
9. Animal House (Hackman, Vollmer) 4:15
10. When the Hammer Falls (Hackman, Vollmer) 2:55
11. Deep Cuts the Knife (Hackman, Halligan) 4:16
12. Smile (Borden) :48
13. Good to the Last Drop (Ribler, Vollmer) 4:01
14. Heavy Metal Love (Hackman, Vollmer) 5:34
15. Wild in the Streets (Hackman, Lyell) 6:22
16. Rock You (Halligan) 4:44

## Formazione
- Brian Vollmer - voce
- Paul Hackman - chitarra
- Brent Doerner - chitarra
- Denny Balicki - chitarra
- Rick Mead - chitarra
- Gary Borden - chitarra
- Mike Chichkan - chitarra
- Daryl Gray - basso, tastiere, voce
- Greg "Fritz" Hinz - batteria

### Altri musicisti
- Chris Caron - basso
- Chip Gall - chitarra
- Jamie Constant - batteria